# PWS-23
PWS-23 – projekt polskiego nocnego samolotu bombowego i pasażersko-transportowego w układzie górnopłatu z końca lat 20. XX wieku konstrukcji inż. Zbysława Ciołkosza oraz Antoniego Uszackiego, powstały w Podlaskiej Wytwórni Samolotów w Białej Podlaskiej. Wykonano jedynie modele do badań w tunelu aerodynamicznym, gdyż projekt nie został przyjęty do realizacji.

## Historia

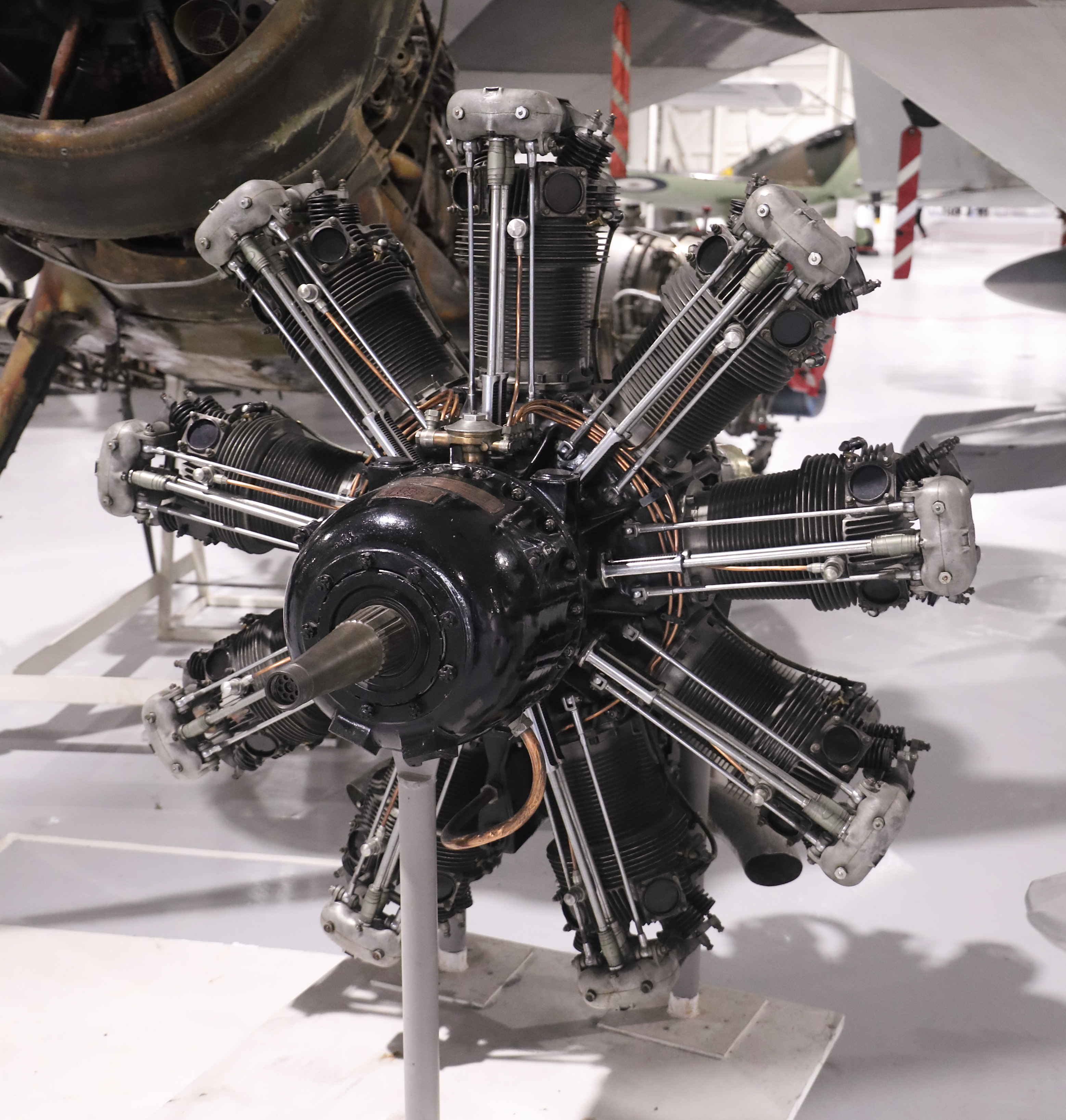
Przewidziany do napędu PWS-23 silnik Bristol Jupiter

W końcu lat 20. XX wieku w Podlaskiej Wytwórni Samolotów w Białej Podlaskiej inżynierowie Zbysław Ciołkosz i Antoni Uszacki opracowali równolegle dwa projekty samolotów bombowych, konkurencyjne do zamówionych dla lotnictwa wojskowego maszyn Fokker F.VIIb/3m: PWS-22 i PWS-23. W stosunku do PWS-22, PWS-23 miał większe rozmiary, co miało zapewnić duży udźwig bomb sięgający 2 ton. Powiększono też liczbę silników do trzech – dwóch w konfiguracji ze śmigłami ciągnącymi, a jeden z pchającym. Wraz z nocną wersją bombową, zwaną wówczas niszczycielską (B3N – bombowiec trzymiejscowy nocny), zaprojektowano wariant pasażersko-transportowy nazwany PWS-23T lub PWS-23bis, który mógł zabrać na pokład oprócz dwuosobowej załogi 20 pasażerów i ładunek o masie 400 kg. Zbudowano modele obu wersji, które przeszły pozytywnie badania w tunelu aerodynamicznym wytwórni.
Projekt PWS-23 w wersji cywilnej wziął udział w ogłoszonym przez Ministerstwo Komunikacji pod koniec 1928 roku konkursie na trójsilnikowy samolot pasażerski, jednak musiał uznać wyższość projektu o nazwie T.600 (późniejszego PZL.4). W czerwcu 1929 roku projekt wersji wojskowej (PWS-23B3N) został przesłany do Instytutu Badań Technicznych Lotnictwa (IBTL), a potem trafił do Wojskowego Zakładu Zaopatrzenia Aeronautyki (WZZA), lecz został odrzucony.

## Opis konstrukcji i dane techniczne
PWS-23 miał być trzysilnikowym, zastrzałowym górnopłatem bombowym lub pasażersko-transportowym o konstrukcji mieszanej. Kadłub miała tworzyć kratownica ze spawanych rur stalowych lub duralowych, łączonych okuciami przy pomocy nitów rurkowych. Rozpiętość skrzydeł miała wynosić 30,8 metra, a ich powierzchnia nośna 173 m². Profil płata Clark Y. Długość samolotu miała wynieść 22,2 metra, a wysokość 6,6 metra. Masa własna płatowca miała wynieść 4153 kg, masa użyteczna 3647 kg, zaś masa całkowita (startowa) 7800 kg. Obciążenie powierzchni wynosiło 45 kg/m², zaś współczynnik obciążenia niszczącego miał wartość 6.
Napęd stanowić miały trzy chłodzone powietrzem 9-cylindrowe silniki gwiazdowe Bristol Jupiter IV 9Asb o mocy 309–331 kW (420–450 KM). Obciążenie mocy wynosiło 6 kg/KM. Prędkość maksymalna miała wynieść 210 km/h, prędkość przelotowa 163 km/h, zaś prędkość minimalna 82 km/h. Maszyna miała osiągać pułap praktyczny wynoszący 6800 metrów. Samolot miał charakteryzować się rozbiegiem wynoszącym 237 metrów i dobiegiem 180 metrów.
Samolot miał być uzbrojony w pięć ruchomych karabinów maszynowych: po dwa sprzężone na stanowiskach na przodzie i grzbiecie i jeden w opuszczanej wieżyczce na spodzie kadłuba. Przenoszony ładunek bomb miał mieć maksymalną masę 2000 kg. Wyposażenie miało obejmować radiostację, instalację elektryczną i grzewczą.